# Svjetsko prvenstvo u motociklizmu 1987. – 500cc
Svjetsko prvenstvo u motociklizmu u klasi 500cc za 1987. godinu je osvojio australski vozač Wayne Gardner na motociklu Honda NSR500 u momčadi Rothmans Honda - HRC. 

## Raspored utrka i osvajači postolja
1987. godine je bilo na rasporedu 15 trkačih vikenda Svjetskog prvenstva i na svima su vožene utrke u klasi 500cc.
| rb | datum              | staza                | utrka               | službeni naziv utrke                                     | pole poz.        | motocikl | naj.krug           | motocikl | pobjednik     | motocikl | drugoplasirani      | motocikl | trećeplasirani   | motocikl  | izvj.                                   |
| -- | ------------------ | -------------------- | ------------------- | -------------------------------------------------------- | ---------------- | -------- | ------------------ | -------- | ------------- | -------- | ------------------- | -------- | ---------------- | --------- | --------------------------------------- |
| 1  | 29. ožujka 1987.   | Suzuka               | VN Japana           | 87 Grand Prix of Japan                                   | Niall Mackenzie  | Honda    | Randy Mamola       | Yamaha   | Randy Mamola  | Yamaha   | Wayne Gardner       | Honda    | Takumi Ito       | Suzuki    | [ 1 ] [ 2 ] [ 3 ] [ 4 ] [ 5 ] [ 6 ]     |
| 2  | 26. travnja 1987.  | Jerez                | VN Španjolske       | XXXVII Gran Premio de España                             | Eddie Lawson     | Yamaha   | Wayne Gardner      | Honda    | Wayne Gardner | Honda    | Eddie Lawson        | Yamaha   | Ron Haslam       | Elf-Honda | [ 1 ] [ 2 ] [ 7 ] [ 8 ] [ 9 ] [ 10 ]    |
| 3  | 17. svibnja 1987.  | Hockenheim           | VN Zapadne Njemačke | Grosser Preis von Deutschland                            | Wayne Gardner    | Honda    | Wayne Gardner      | Honda    | Eddie Lawson  | Yamaha   | Randy Mamola        | Yamaha   | Ron Haslam       | Elf-Honda | [ 1 ] [ 2 ] [ 11 ] [ 12 ] [ 13 ] [ 14 ] |
| 4  | 24. svibnja 1987.  | Monza                | VN Nacija           | 65º Gran Premio d'Italia - 65º Gran Premio delle Nazioni | Wayne Gardner    | Honda    | Wayne Gardner      | Honda    | Wayne Gardner | Honda    | Eddie Lawson        | Yamaha   | Christian Sarron | Yamaha    | [ 1 ] [ 2 ] [ 15 ] [ 16 ] [ 17 ] [ 18 ] |
| 5  | 7. lipnja 1987.    | Salzburgring         | VN Austrije         | Großer Preis von Österreich                              | Wayne Gardner    | Honda    | Didier de Radiguès | Cagiva   | Wayne Gardner | Honda    | Randy Mamola        | Yamaha   | Niall Mackenzie  | Honda     | [ 1 ] [ 2 ] [ 19 ] [ 20 ] [ 21 ] [ 22 ] |
| 6  | 14. lipnja 1987.   | Grobnik              | VN Jugoslavije      | 37. Yu Grand Prix                                        | Wayne Gardner    | Honda    | Wayne Gardner      | Honda    | Wayne Gardner | Honda    | Randy Mamola        | Yamaha   | Eddie Lawson     | Yamaha    | [ 1 ] [ 2 ] [ 23 ] [ 24 ] [ 25 ] [ 26 ] |
| 7  | 27. lipnja 1987.   | Assen                | VN Nizozemske       | Grote Prijs van Nederland der K.N.M.V. - 57e Dutch TT    | Wayne Gardner    | Honda    | Eddie Lawson       | Yamaha   | Eddie Lawson  | Yamaha   | Wayne Gardner       | Honda    | Randy Mamola     | Yamaha    | [ 1 ] [ 2 ] [ 27 ] [ 28 ] [ 29 ] [ 30 ] |
| 8  | 19. srpnja 1987.   | Le Mans - Bugatti    | VN Francuske        | Grand Prix de France                                     | Christian Sarron | Yamaha   | Randy Mamola       | Yamaha   | Randy Mamola  | Yamaha   | Pierfrancesco Chili | Honda    | Christian Sarron | Yamaha    | [ 1 ] [ 2 ] [ 31 ] [ 32 ] [ 33 ] [ 34 ] |
| 9  | 2. kolovoza 1987.  | Donnington Park      | VN Velike Britanije | British Motorcycle Grand Prix                            | Wayne Gardner    | Honda    | Tadahiko Taira     | Yamaha   | Eddie Lawson  | Yamaha   | Wayne Gardner       | Honda    | Randy Mamola     | Yamaha    | [ 1 ] [ 2 ] [ 35 ] [ 36 ] [ 37 ] [ 38 ] |
| 10 | 9. kolovoza 1987.  | Anderstorp           | VN Švedske          | Swedish TT                                               | Wayne Gardner    | Honda    | Wayne Gardner      | Honda    | Wayne Gardner | Honda    | Eddie Lawson        | Yamaha   | Randy Mamola     | Yamaha    | [ 1 ] [ 2 ] [ 39 ] [ 40 ] [ 41 ] [ 42 ] |
| 11 | 23. kolovoza 1987. | Brno                 | VN Čehoslovačke     | Grand Prix ČSSR Brno                                     | Wayne Gardner    | Honda    | Wayne Gardner      | Honda    | Wayne Gardner | Honda    | Eddie Lawson        | Yamaha   | Tadahiko Taira   | Yamaha    | [ 1 ] [ 2 ] [ 43 ] [ 44 ] [ 45 ] [ 46 ] |
| 12 | 30. kolovoza 1987. | Misano (Santamonica) | VN San Marina       | 7º grand prix San Marino                                 | Eddie Lawson     | Yamaha   | Randy Mamola       | Yamaha   | Randy Mamola  | Yamaha   | Eddie Lawson        | Yamaha   | Wayne Gardner    | Honda     | [ 1 ] [ 2 ] [ 47 ] [ 48 ] [ 49 ] [ 50 ] |
| 13 | 13. rujna 1987.    | Jarama               | VN Portugala        | Gran Premio Marlboro de Portugal                         | Randy Mamola     | Yamaha   | Wayne Gardner      | Honda    | Eddie Lawson  | Yamaha   | Randy Mamola        | Yamaha   | Kevin Magee      | Yamaha    | [ 1 ] [ 2 ] [ 51 ] [ 52 ] [ 53 ] [ 54 ] |
| 14 | 27. rujna 1987.    | Goiânia              | VN Brazila          | GP Brasil de velocidade 87                               | Wayne Gardner    | Honda    | Wayne Gardner      | Honda    | Wayne Gardner | Honda    | Eddie Lawson        | Yamaha   | Randy Mamola     | Yamaha    | [ 1 ] [ 2 ] [ 55 ] [ 56 ] [ 57 ] [ 58 ] |
| 15 | 4. listopada 1987. | Buenos Aires         | VN Argentine        | Grand Prix de la República Argentina                     | Wayne Gardner    | Honda    |                    |          | Eddie Lawson  | Yamaha   | Randy Mamola        | Yamaha   | Wayne Gardner    | Honda     | [ 1 ] [ 2 ] [ 59 ] [ 60 ] [ 61 ] [ 62 ] |

VN Zapadne Njemačke - također navedena kao VN Njemačke 

VN Nacija - također navedena kao VN Italije 

VN Nizozemske - također navedena kao Dutch TT 

VN Velike Britanije - također navedena kao VN Britanije 

VN Švedske - također navedena kao Swedish TT

## Poredak za vozače
Sustav bodovanja
Bodove je osvajalo prvih 10 vozača u utrci. 
| pozicija u utrci | 1. | 2. | 3. | 4. | 5. | 6. | 7. | 8. | 9. | 10. |
| bodovi           | 15 | 12 | 10 | 8  | 6  | 5  | 4  | 3  | 2  | 1   |

| mj. | vozač               | konstruktor         | bm           | momčad (tim)                            | motocikl                              | bodova |
| --- | ------------------- | ------------------- | ------------ | --------------------------------------- | ------------------------------------- | ------ |
| 1.  | Wayne Gardner       | Honda               | 2            | Rothmans Honda/HRC                      | Honda NSR500                          | 178    |
| 2.  | Randy Mamola        | Yamaha              | 3            | Team Lucky Strike Roberts               | Yamaha YZR500                         | 158    |
| 3.  | Eddie Lawson        | Yamaha              | 1            | Marlboro Yamaha Team Agostini           | Yamaha YZR500                         | 157    |
| 4.  | Ron Haslam          | Elf-Honda Honda Elf | 9            | Team ELF-ROC                            | ELF/Honda NS500 Honda NSR500 Elf 4    | 72     |
| 5.  | Niall Mackenzie     | Honda               | 11           | HB Honda/HRC                            | Honda NSR500                          | 61     |
| 6.  | Tadahiko Taira      | Yamaha              | 21           | Marlboro Yamaha Team Agostini           | Yamaha YZR500                         | 56     |
| 7.  | Christian Sarron    | Yamaha              | 6            | Team Sonauto Gauloises                  | Yamaha YZR500                         | 52     |
| 8.  | Pierfrancesco Chili | Honda               | 10           | HB Honda Gallina                        | Honda NS500                           | 47     |
| 9.  | Shunji Yatsushiro   | Honda               | 16           | Rothmans Honda/HRC                      | Honda NSR500                          | 40     |
| 10. | Rob McElnea         | Yamaha              | 5            | Marlboro Yamaha Team Agostini           | Yamaha YZR500                         | 39     |
| 11. | Roger Burnett       | Honda               | 12           | Rothmans Racing                         | Honda NS500 V4                        | 25     |
| 12. | Didier de Radiguès  | Cagiva              | 7            | Team Cagiva - Alstare (Bastos)          | Cagiva C587                           | 21     |
| 13. | Raymond Roche       | Cagiva              | 8            | Team Cagiva - Alstare (Bastos)          | Cagiva C587                           | 15     |
| 14. | Kenny Irons         | Heron/Suzuki Suzuki | 18           | Heron Suzuki GB Ltd.                    | Heron/Suzuki RGV500 Suzuki RGV500     | 12     |
| 15. | Kevin Magee         | Yamaha              | 17 / 34 / 40 | Team Roberts                            | Yamaha YZR500                         | 11     |
| 16. | Kevin Schwantz      | Heron/Suzuki Suzuki | 34           | Heron Suzuki GB Ltd.                    | Heron/Suzuki RGV500 Suzuki RGV500     | 11     |
| 17. | Takumi Ito          | Suzuki              | 32           | Suzuki Japan                            | Suzuki RGV500                         | 10     |
| 18. | Mike Baldwin        | Yamaha              | 4            | Team Lucky Strike Roberts               | Yamaha YZR500                         | 6      |
| 19. | Gustav Reiner       | Honda               | 14           | Hein Gericke Racing                     | Honda RS500 Honda NS500               | 5      |
| 20. | Freddie Spencer     | Honda               | 19           | Honda Racing Corporation                | Honda NS500 V4                        | 4      |
| 20. | Hiroyuki Kawasaki   | Yamaha              |              | Yamaha Japan                            | Yamaha YZR500                         | 4      |
| 22. | Richard Scott       | Honda Yamaha        | 33 / 57      | Honda Britain Team Lucky Strike Roberts | Honda RS500 Honda NS500 Yamaha YZR500 | 3      |
| 23. | Shinjii Katayama    | Yamaha              |              | Yamaha Japan                            | Yamaha YZR500                         | 2      |
| 24. | Marco Gentile       | Fior-Honda Honda    | 25           | Lucky Strike Fior                       | Fior-Honda Honda RS500                | 1      |

 u ljestvici vozači koji su osvojili bodove u prvenstvu 

## Poredak za konstruktore
Sustav bodovanja
Bodove za proizvođača osvaja najbolje plasirani motocikl proizvođača među prvih 10 u utrci.
| pozicija u utrci | 1. | 2. | 3. | 4. | 5. | 6. | 7. | 8. | 9. | 10. |
| bodovi           | 15 | 12 | 10 | 8  | 6  | 5  | 4  | 3  | 2  | 1   |

Yamaha prvak u poretku konstruktora.
| mj. | konstruktor | bod |
| --- | ----------- | --- |
| 1.  | Yamaha      | 204 |
| 2.  | Honda       | 186 |
| 3.  | Elf-Honda   | 72  |
| 4.  | Cagiva      | 36  |
| 5.  | Suzuki      | 31  |
| 6.  | Fior-Honda  | 1   |

 u ljestvici konstruktori koji su osvojili bodove u prvenstvu 

## Vanjske poveznice
- (engl.) motogp.com
- (fr.) racingmemo.free.fr, LES CHAMPIONNATS DU MONDE DE VITESSE MOTO
- (engl.) motorsportstats.com, MotoGP
- (fr.) pilotegpmoto.com
- (nizoz.) jumpingjack.nl, Alle Grand-Prix uitslagen en bijzonderheden, van 1973 (het jaar dat Jack begon met racen) tot heden.
- (engl.) motorsport-archive.com, World 500ccm Championship :: Overview  Arhivirana inačica izvorne stranice od 6. srpnja 2022. (Wayback Machine)
- (engl.) the-sports.org, Moto - Moto GP - Prize list
- (engl.) motorsportmagazine.com, World Motorcycle Championship / MotoGP
- (engl.) en.wikipedia.org, 1987 Grand Prix motorcycle racing season
- (tal.) it.wikipedia.org, Motomondiale 1987
- (tal.) it.wikipedia.org, Risultati del motomondiale 1987